# Esa Ellonen
Esa Olavi Ellonen (* 12. Juli 1934 in Kemi; † 27. September 2018 in Espoo) war ein finnischer Tischtennisspieler und -funktionär sowie Ökonom.

## Leben
Ellonen gewann 1952 und 1957 die finnische Tischtennis-Meisterschaft.
Von 1974 bis 1988 war er Präsident des Finnischen Tischtennisverbandes und an der Verwaltung der nordischen und europäischen Organisationen, insbesondere des Europäischen Tischtennisverbandes, beteiligt. Er arbeitete unter anderem für das Oy Mercuri-Instituutti Ab. Am 27. September 2018 verstarb Ellonen im Alter von 84 Jahren.